# (7173) Sepkoski
(7173) Sepkoski es un asteroide que forma parte del cinturón interior de asteroides, descubierto el 15 de agosto de 1988 por Carolyn Shoemaker y por su esposo que también era astrónomo Eugene Shoemaker desde el Observatorio del Monte Palomar, Estados Unidos.

## Designación y nombre
Designado provisionalmente como 1988 PL1. Fue nombrado en memoria del paleontólogo Jack Sepkoski (1948-1999). Su trabajo de gran alcance contribuyó de manera importante a cuantificar la naturaleza de la diversidad de la vida a través del tiempo. La compilación de una enorme base de datos, que comenzó mientras estaba en la Universidad de Rochester y continuó en la Universidad de Chicago, permitió a los investigadores combinar modelos matemáticos y paleoecología con conjuntos de datos masivos. Junto con su colega David Raup, Sepkoski desarrolló la teoría de que las extinciones catastróficas tienen una periodicidad de 26 millones de años.

## Características orbitales
Sepkoski está situado a una distancia media del Sol de 1,956 ua, pudiendo alejarse hasta 1,982 ua y acercarse hasta 1,931 ua. Su excentricidad es 0,013 y la inclinación orbital 19,584 grados. Emplea 999,43 días en completar una órbita alrededor del Sol.

## Características físicas
La magnitud absoluta de Sepkoski es 14,07. Tiene 4,137 km de diámetro y su albedo se estima en 0,236.